# Leucania clara
Leucania clara là một loài bướm đêm trong họ Noctuidae.